# Escale (film)
Pour les articles homonymes, voir Escale (homonymie).
Pour plus de détails, voir Fiche technique et Distribution.
Escale est un film français réalisé par Louis Valray, sorti en 1935.

## Fiche technique
- Titre : Escale
- Réalisation : Louis Valray
- Scénario et dialogues : Louis Valray et Anne Valray
- Photographie : Georges Million
- Décors : Jean Laffitte et Jacques Krauss
- Musique : Jacqueline Batell et Anne Valray
- Sociétés de production : Les Films indépendants - A.V. Films
- Pays d'origine :  France
- Format :  Noir et blanc - 1,37:1 - 35 mm - son mono
- Durée : 85 minutes
- Genre : Film romantique
- Date de sortie : 
  - France : 24 mai 1935
- Affiche : Bernard Lancy (France)

## Distribution
- Samson Fainsilber : Dario
- Colette Darfeuil : Eva
- Simone Renant : Marcelle
- Pierre Nay : Jean